# Snaefellsbaer
Snæfellsbær é um município na Islândia. Em 2019 tinha uma população estimada em 1670 habitantes.